# 672. grenadirski polk (Wehrmacht)
672. grenadirski polk (izvirno nemško 672. Grenadier-Regiment; kratica 672. GR) je bil pehotni polk Heera v času druge svetovne vojne.

## Zgodovina
Polk je bil ustanovljen 15. oktobra 1942 in dodeljen 371. pehotni diviziji. Januarja 1943 je bil polk uničen v v Stalingradu.
Ponovno je bil ustanovljen 17. februarja 1944 in uničen avgusta istega leta.